# Bolūz
Bolūz (persiska: بلوز) är en ort i Iran.   Den ligger i provinsen Västazarbaijan, i den nordvästra delen av landet, 400 km väster om huvudstaden Teheran. Bolūz ligger 1 838 meter över havet och antalet invånare är 160.
Terrängen runt Bolūz är kuperad.Runt Bolūz är det ganska glesbefolkat, med 28 invånare per kvadratkilometer. Närmaste större samhälle är Qūjeh, 12,9 km öster om Bolūz. Trakten runt Bolūz består i huvudsak av gräsmarker.